# Nông nghiệp Mông Cổ

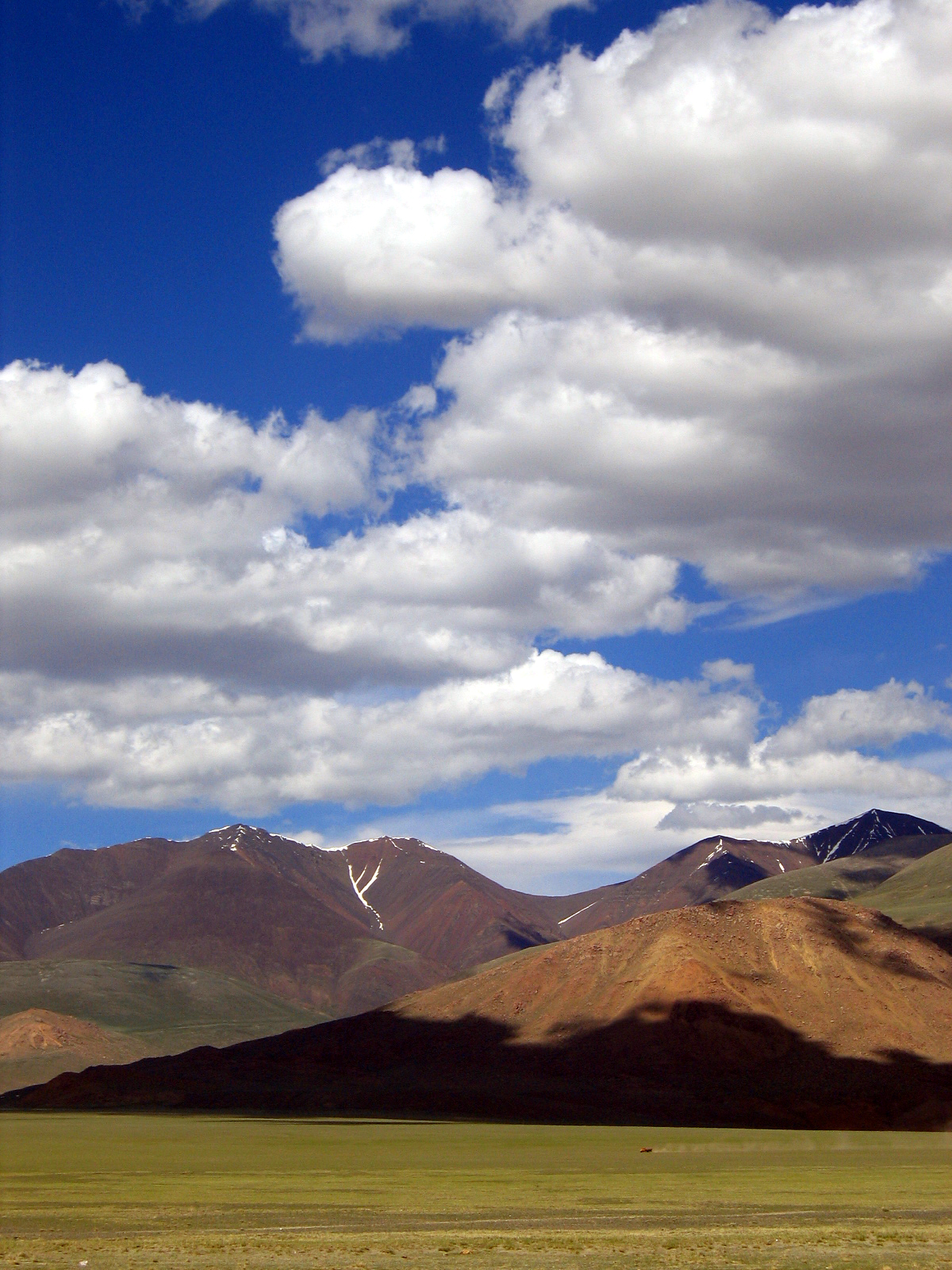
Cảnh quan Mông Cổ

Nông nghiệp ở Mông Cổ chiếm trên 10% tổng sản phẩm quốc nội hàng năm của Mông Cổ và sử dụng một phần ba lực lượng lao động. Tuy nhiên, địa hình cao, biến động cực đoan về nhiệt độ, mùa đông dài và lượng mưa thấp cung cấp tiềm năng hạn chế cho phát triển nông nghiệp. Mùa sinh trưởng chỉ có 95 - 110 ngày. Bởi vì khí hậu khắc nghiệt của Mông Cổ, nó không phù hợp với hầu hết canh tác. Chỉ 1% đất canh tác ở Mông Cổ được trồng trọt, lên đến 1.322.000 ha (3.266.000 mẫu Anh) vào năm 1998. Do đó, ngành nông nghiệp vẫn tập trung nhiều vào chăn nuôi du mục với 75% diện tích đất được sử dụng cho đồng cỏ và chỉ cho 3% dân số. Cây trồng sản xuất ở Mông Cổ bao gồm ngô, lúa mì, đại mạch và khoai tây. Động vật nuôi thương phẩm ở Mông Cổ bao gồm cừu, dê, bò nhà, ngựa, lạc đà và lợn. Chúng được nuôi dưỡng chủ yếu để lấy thịt, mặc dù dê có giá trị về lông của nó có thể được sử dụng để sản xuất cashmere.

## Trồng trọt
Kể từ khi thành lập, Cộng hòa Nhân dân Mông Cổ đã dành nhiều nguồn lực đáng kể để phát triển ngành trồng trọt trong nền kinh tế chăn nuôi, chủ yếu là du mục. Người Mông Cổ theo truyền thống đã khinh thường việc trồng trọt, mặc dù được các nông dân Trung Quốc tiến hành phần lớn. Những nỗ lực ban đầu để buộc các dân du mục trở thành nông dân trồng trọt đã thất bại, và chính phủ đã chuyển sang việc tạo ra các trang trại nhà nước để thúc đẩy việc trồng trọt. Đến năm 1941, khi nhà nước thành lập mười trang trại nhà nước, Mông Cổ đã có 26.600 ha đất gieo trồng. Tuy nhiên, các trang trại nhà nước chỉ chiếm 29,6% diện tích đất trồng trọt.

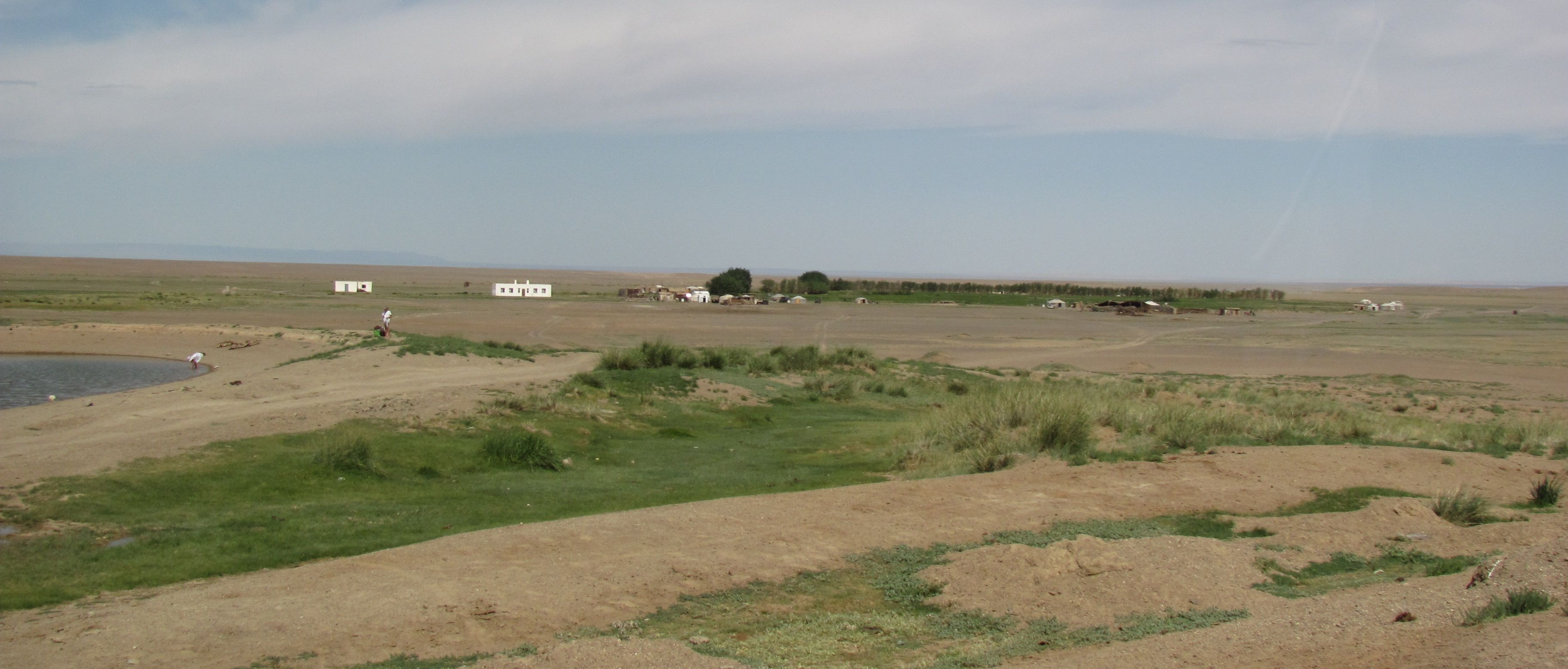
Ốc đảo Dal ở tỉnh Ömnögovi

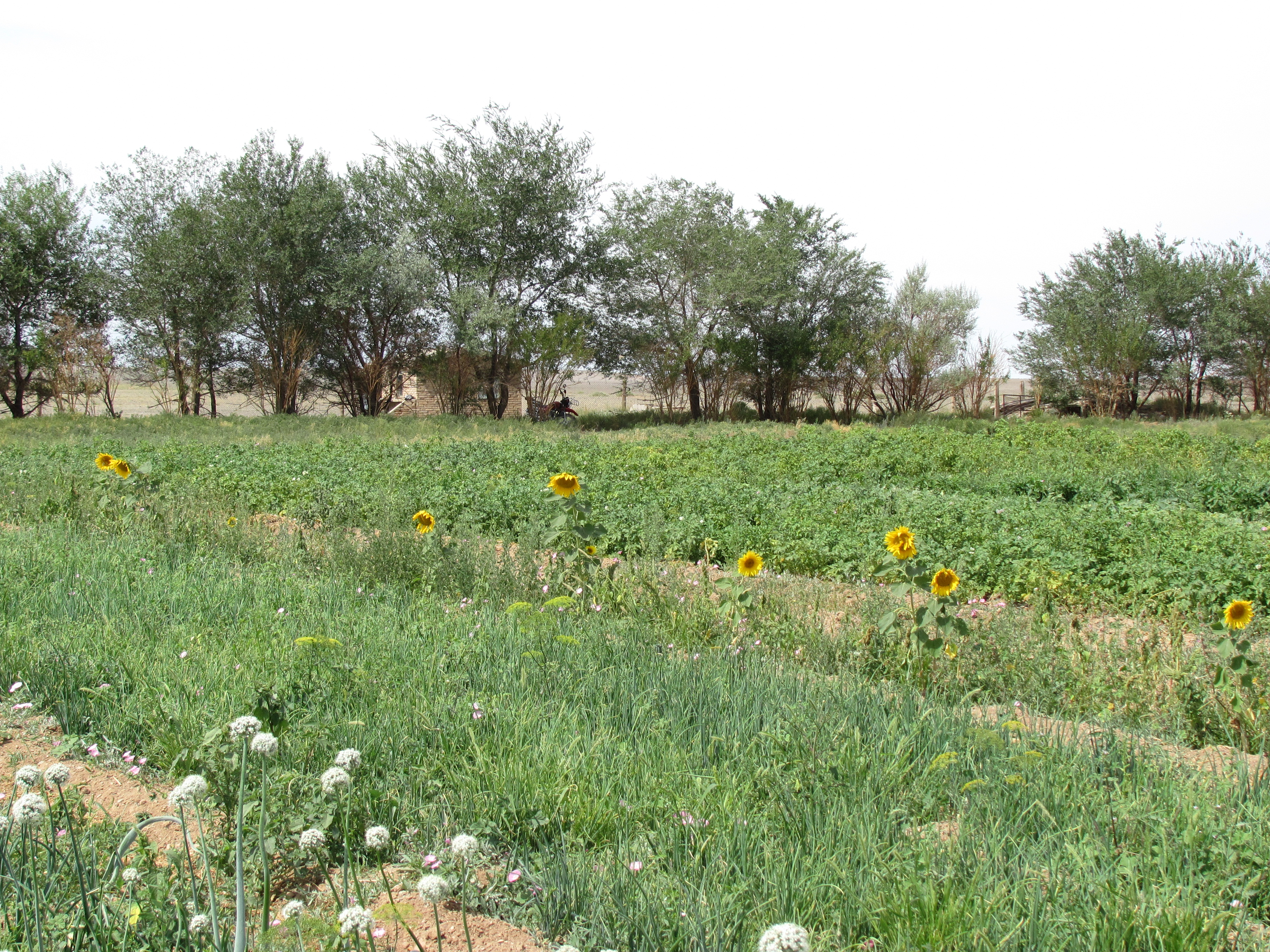
Trồng rau ở ốc đảo Dal

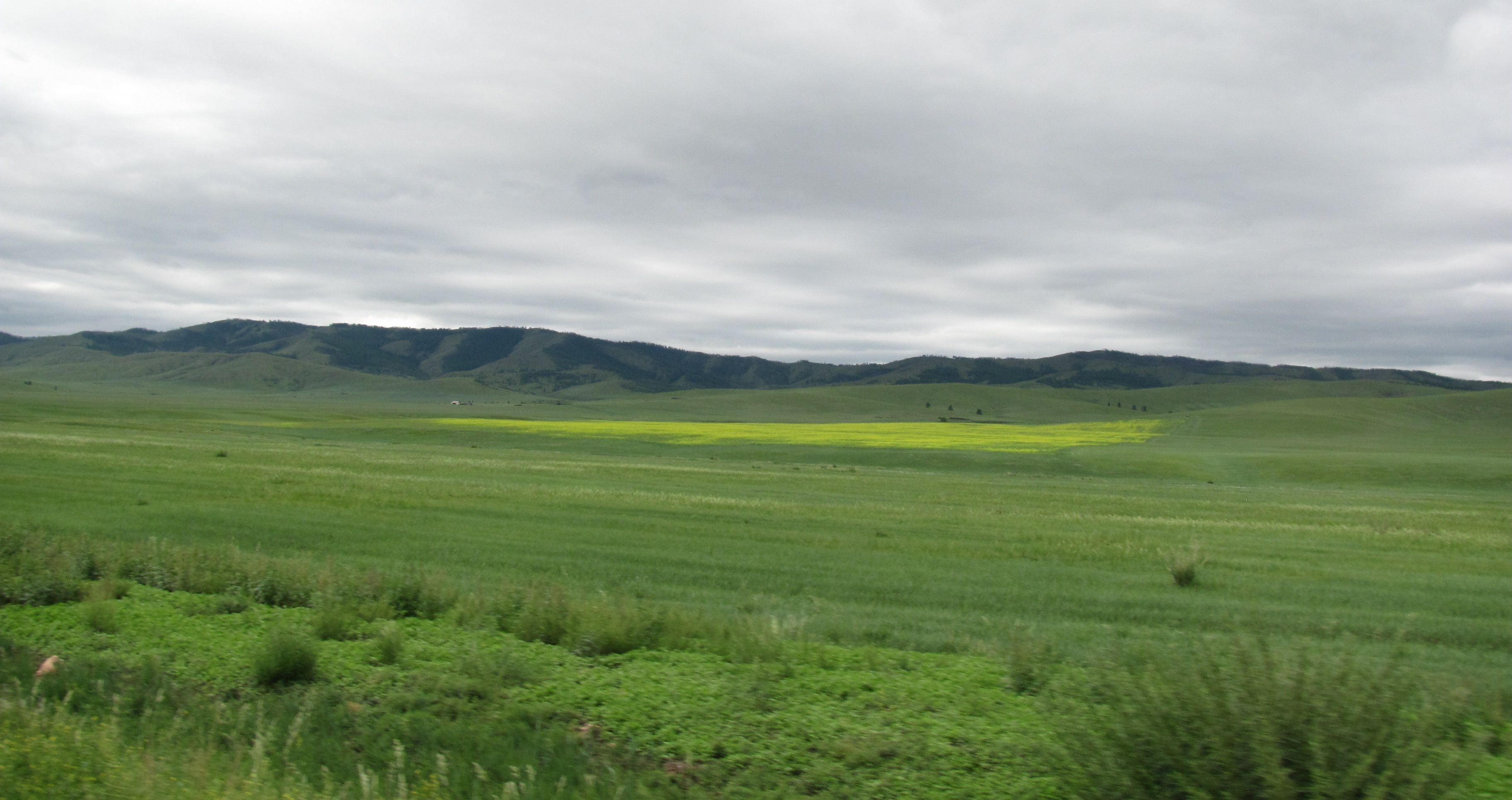
Cánh đồng nho ở tỉnh Selenge.

Sau Thế chiến II, Mông Cổ đã tăng cường nỗ lực mở rộng trồng trọt bằng cách thiết lập nhiều trang trại nhà nước, bằng cách khai hoang đất trồng trọt, bằng cách cơ giới hoá các hoạt động nông nghiệp và phát triển hệ thống tưới tiêu cho đất nông nghiệp. Khi Mông Cổ bắt đầu báo cáo số liệu thống kê về đất trồng trọt vào năm 1960, có 532.000 ha đất canh tác, và gieo trồng các loại cây bao phủ 265.000 ha trong 477.000 ha đất cày xới. 25 trang trại nhà nước của Mông Cổ chiếm 77,5% diện tích gieo trồng và hợp tác xã, chiếm 22,5%. Năm 1985, khi 52 trang trại nhà nước và 17 trang trại cung cấp thức ăn gia súc tồn tại, có khoảng 1,2 triệu ha đất canh tác và gieo trồng 789.600 ha đất trồng trọt chiếm khoảng 1 triệu ha đất cày xới. Khu vực nhà nước chiếm 80,6% diện tích gieo trồng và hợp tác xã, chiếm 19,4%. Phát triển các vùng đất nguyên sinh của các trang trại nhà nước chịu trách nhiệm cho hầu hết việc mở rộng diện tích đất canh tác và gieo trồng. Cải tạo đất bắt đầu vào cuối những năm 1950 và đầu những năm 1960, khi 530.000 ha được phát triển và tiếp tục trong suốt kế hoạch 5 năm. Trong kế hoạch thứ bảy, 250.000 ha đã được đồng hóa, và Kế hoạch thứ tám kêu gọi thêm 120.000 đến 130.000 ha được khai hoang.
Việc cơ giới hóa các hoạt động nông nghiệp bắt đầu trên quy mô lớn vào những năm 1950 với sự hỗ trợ của Liên Xô. Liên Xô cung cấp hầu hết các máy nông nghiệp, cũng như tư vấn và chuyên môn trong cơ giới hóa. Các trang trại nhà nước được cơ giới hóa cao hơn các hợp tác xã. Ví dụ, năm 1985, 100%  trong trồng khoai tây và 84% trong thu hoạch khoai tây đã được cơ giới hóa trên các trang trại nhà nước, so với 85% và 35%, tương ứng, trong các negdel. Bắt đầu từ những năm 1960, các trang trại nhà nước cũng đi tiên phong trong việc phát triển các hệ thống tưới tiêu cho cây trồng. Đến năm 1985, Mông Cổ có 85.200 ha đất có thủy lợi, trong đó 81.600 ha đã được tưới tiêu.
Trồng trọt ban đầu tập trung vào việc trồng ngũ cốc; năm 1941 ngũ cốc chiếm 95,1% diện tích gieo trồng, trong khi 3,4% được dành cho khoai tây và 1,5% cho rau. Năm 1960, Mông Cổ đã trở thành nước tự cung tự cấp khi mà ngũ cốc đã được quan tâm. Trồng các loại cỏ khô bắt đầu vào những năm 1950. Năm 1985, ngũ cốc chiếm 80,6% diện tích gieo trồng, cỏ khô cho thức ăn gia súc chiếm 17,7%, khoai tây 1,3% và rau 0,4%. Các loại cây lương thực chủ yếu của Mông Cổ là lúa mì, đại mạch, yến mạch, khoai tây, rau, cỏ khô và các loại cây để ủ. Từ năm 1960, sản lượng nông nghiệp được đo bằng sản lượng gộp, sản lượng bình quân đầu người và năng suất cây trồng không đồng đều. Mặc dù diện tích gieo trồng mở rộng đáng kể trong khoảng thời gian từ năm 1960 đến năm 1980, sản xuất và sản lượng cây trồng vẫn trì trệ và trong một số trường hợp đã giảm do thiên tai và quản lý kém. Ngoài các loại cây lương thực được đề cập, Mông Cổ còn sản xuất một lượng nhỏ các loại cây có dầu, như hướng dương và nho; các loại trái cây và rau quả như cây hắc mai biển, táo tây, lý chua đen châu Âu, dưa hấu, dưa bở, hành tây và tỏi. Một lượng nhỏ cỏ linh lăng, đậu tương, kê và đậu Hà Lan cũng được trồng để cung cấp thức ăn gia súc giàu protein.
Kế hoạch thứ tám kêu gọi tăng thu hoạch trung bình hàng năm của ngũ cốc từ 780.000 đến 800.000 tấn; khoai tây từ 150.000 đến 160.000 tấn; rau từ 50.000 đến 80.000 tấn; cây trồng ủ từ 280.000 đến 300.000 tấn; cây hàng năm và cây lâu năm từ 330.000 đến 360.000 tấn. Tăng cường vào việc nâng cao sản lượng và chất lượng cây trồng bằng cách tăng cơ giới hóa, cải thiện và mở rộng diện tích, nâng cao năng suất cây trồng, mở rộng thủy lợi, lựa chọn giống ngũ cốc thích nghi tốt hơn với điều kiện khí hậu tự nhiên và địa điểm trồng ngũ cốc tốt hơn. Nó cũng có nghĩa là áp dụng khối lượng phân hữu cơ và khoáng chất lớn hơn; xây dựng thêm cơ sở lưu trữ; giảm tổn thất do sâu bệnh, cỏ dại và bệnh thực vật; ngăn ngừa xói mòn đất. Việc tăng cường cũng đã được đưa vào cải thiện quản lý sản xuất cây trồng trên các trang trại nhà nước và negdel cũng như mua sắm, vận chuyển, chế biến, và lưu trữ các sản phẩm nông nghiệp. 
Năm 2009, 388.122 tấn lúa mì (diện tích thu hoạch: 248.908 ha), 1.844 tấn lúa mạch (diện tích thu hoạch: 1.460 ha) và 1.512 tấn yến mạch (diện tích thu hoạch: 1.416 ha) được sản xuất Các loại rau như cà chua, cà rốt, đậu Hà Lan, đậu, hành và dưa chuột được trồng trong một số ốc đảo ở miền Nam Mông Cổ, ví dụ: ở Dal ở tỉnh Ömnögovi.

## Chăn nuôi

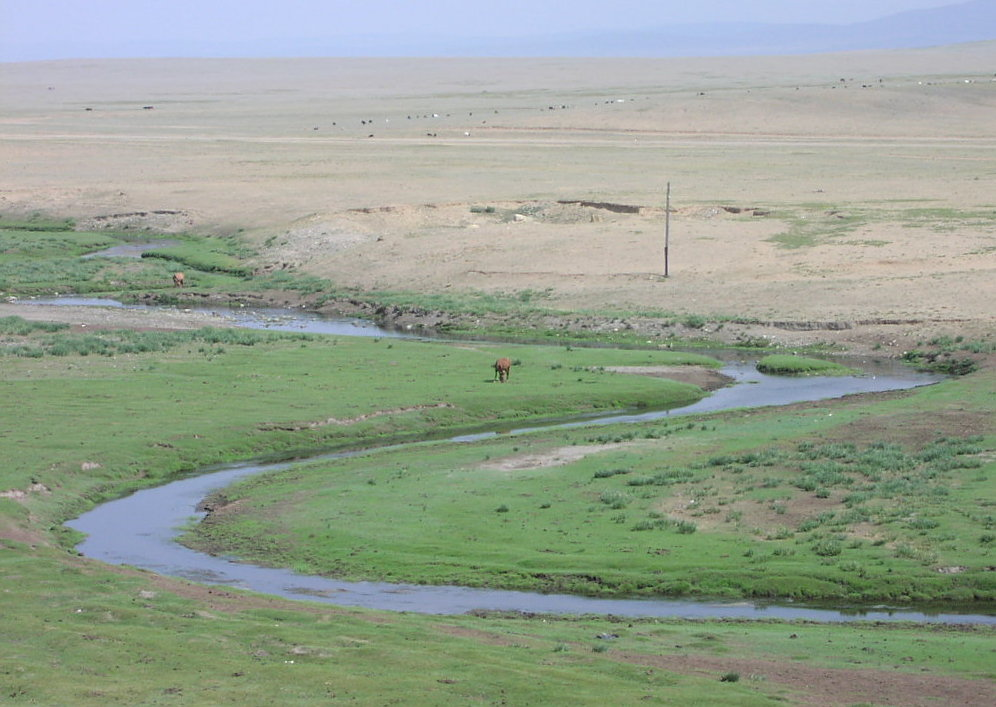
Động vật ăn cỏ trên vùng đất thảo nguyên Mông Cổ

Từ thời kỳ tiên phong cho tới tận thập niên 1970, chăn nuôi là trụ cột của nền kinh tế Mông Cổ. Trong nền kinh tế truyền thống, chăn nuôi cung cấp thực phẩm và quần áo; sau cuộc cách mạng năm 1921, chăn nuôi cung cấp thực phẩm và nguyên liệu cho các ngành công nghiệp và xuất khẩu. Mông Cổ có 9,6 triệu con vật nuôi vào năm 1918 và 13,8 triệu con vào năm 1924; quyền sở hữu arad được ước tính là 50 đến 80 phần trăm trong tất cả các vật nuôi, và quyền sở hữu của tu viện và quý tộc là 50 đến 20 phần trăm. Các chính sách được lập ra để cưỡng ép tập thể hóa vào đầu những năm 1930 đã gặp phải tình trạng phản kháng của arad, bao gồm cả việc giết mổ động vật của chính họ. Sự đảo ngược của các chính sách này dẫn đến sự tăng trưởng về số lượng vật nuôi, đạt đỉnh điểm vào năm 1941 với 27,5 triệu đầu. Chiến tranh thế giới thứ II mang lại những cam kết mới để cung cấp thực phẩm và nguyên liệu cho nỗ lực chiến tranh của Liên Xô. Với mức thuế bằng hiện vật, số lượng vật nuôi giảm xuống còn khoảng 20 triệu vào năm 1945, và chúng đã dao động từ 20 triệu đến 24 triệu đầu kể từ đó. Tập thể hóa và tiến bộ trong khoa học thú y đã không làm tăng đáng kể sản lượng chăn nuôi kể từ cuối những năm 1940. Năm 1940 chăn nuôi sản xuất 99,6% tổng sản lượng nông nghiệp. Tỷ trọng chăn nuôi trong tổng sản lượng nông nghiệp giảm sau Thế chiến II, xuống còn 71,8% năm 1960, 81,6% năm 1970, 79,5% năm 1980 và 70% năm 1985. Sự gia tăng sản lượng ngành trồng trọt từ năm 1940 đã làm suy giảm tổng sản lượng nông nghiệp trong ngành chăn nuôi.
Tuy nhiên, vào cuối những năm 1980, chăn nuôi tiếp tục là một thành phần quan trọng của nền kinh tế quốc gia, cung cấp thực phẩm và nguyên liệu cho tiêu dùng trong nước, cho công nghiệp chế biến và xuất khẩu. Năm 1985 có 22.485.500 con gia súc, trong đó 58,9% là cừu; 19,1% là dê; 10,7% là bò nhà; 8,8 % là ngựa; và 2,5% là lạc đà. Ngoài ra, lợn, gia cầm và ong cũng được nuôi. Năm 1985, có 56.100 con lợn và 271.300 con gia cầm; không có số liệu nào có sẵn trên nghề trồng nho. Sản phẩm chăn nuôi bao gồm thịt và mỡ từ lạc đà, bò nhà, gà, ngựa, dê,lợn và cừu; trứng; mật ong; sữa; len từ lạc đà, bò, dê và cừu; và da sống từ lạc đà, bò nhà, dê, ngựa, gà và cừu. Năm 1986, xuất khẩu các sản phẩm chăn nuôi bao gồm 15.500 tấn len, 121.000 da sống lớn, 1.256.000 da sống nhỏ và 44.100 tấn thịt và các sản phẩm thịt.

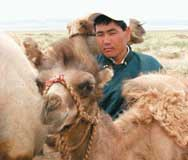
Lạc đà ở Gobi. Lạc đà là động vật sản xuất, sản xuất thịt và mỡ, đồng thời là da cho thương mại

Vào cuối những năm 1980, sự khác biệt tồn tại trong quyền sở hữu và năng suất chăn nuôi trong các trang trại nhà nước, hợp tác xã nông nghiệp và các thành viên hợp tác xã cá nhân. Ví dụ, trong 1985 hợp tác xã nông nghiệp sở hữu 70,1% của "năm động vật", lạc đà, bò nhà, dê, ngựa và cừu; các trang trại nhà nước là 6%, các tổ chức nhà nước khác là 1,7%; và các xã viên là 22,2%. Các trang trại nhà nước tăng 81,4% tổng số gia cầm; các tổ chức nhà nước khác là 3,3%; hợp tác xã là 12,9%; và các xã viên là 2,4%. Các trang trại nhà nước chiếm 19,1% chăn nuôi lợn; các tổ chức nhà nước khác chiếm 34,2%; hợp tác xã nông nghiệp chiếm 12,5%; và các thành viên hợp tác cá nhân chiếm 34,2%. Tỷ lệ sống của vật nuôi non cao hơn ở các hợp tác xã so với các trang trại nhà nước; tuy nhiên, các trang trại nhà nước sản xuất sản lượng sữa và len cao hơn. Thức ăn cho gia súc trong các hợp tác xã nông nghiệp được bổ sung bằng sản xuất trên các trang trại cung cấp thức ăn gia súc của nhà nước và trên các trang trại của nhà nước, nơi có năng suất và sản lượng cao hơn.

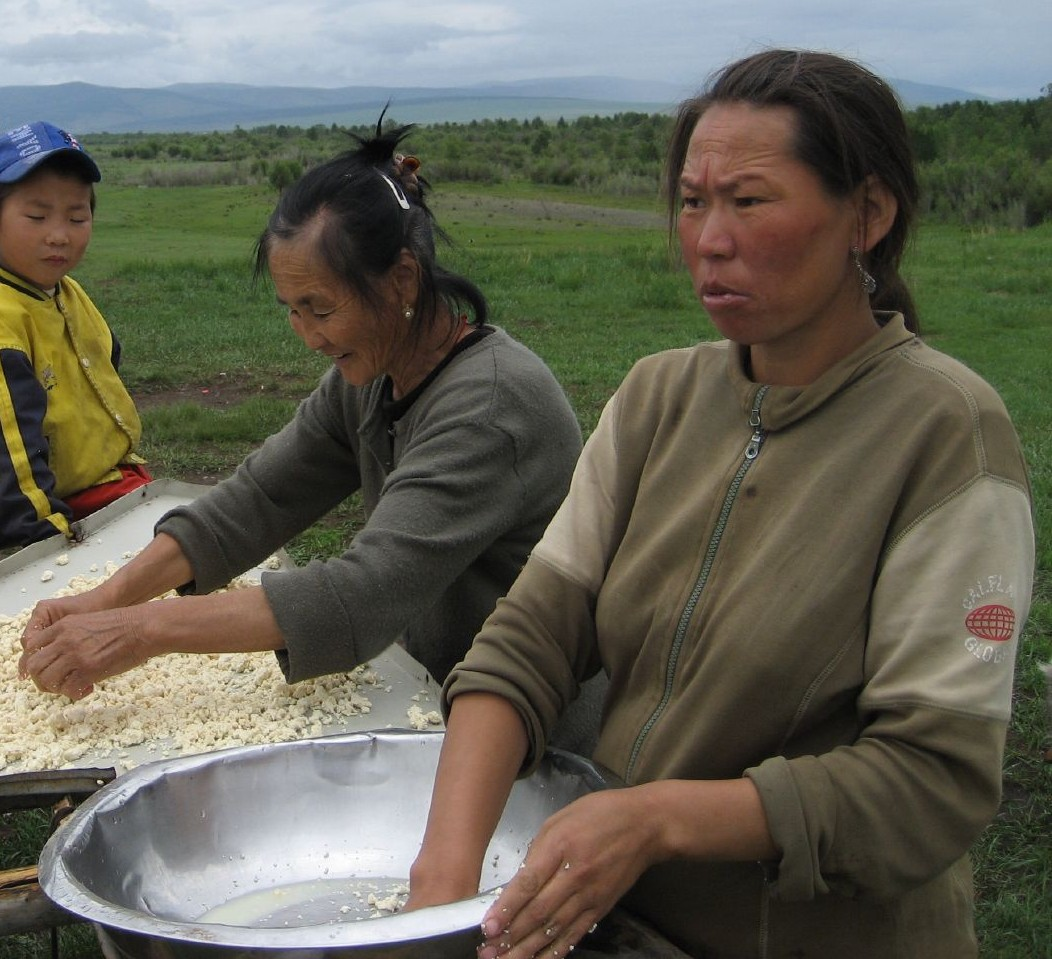
Phụ nữ Mông Cổ đặt sữa đông

Mặc dù có tầm quan trọng về kinh tế, vào cuối những năm 1980, ngành chăn nuôi phải đối mặt với nhiều vấn đề: thiếu hụt lao động, sản xuất và sản lượng trì trệ, thời tiết khắc nghiệt, quản lý kém, bệnh tật và sự cần thiết phải sử dụng giống để đáp ứng hạn ngạch xuất khẩu cao. Kế hoạch thứ tám đã cố gắng giải quyết một số vấn đề này. Để giảm bớt tình trạng thiếu lao động, kế hoạch kêu gọi thu nhập cao hơn, tăng cơ giới hoá, và cải thiện điều kiện làm việc và văn hóa ở nông thôn để duy trì công nhân chăn nuôi, đặc biệt là đào tạo kỹ thuật. Các biện pháp nâng cao năng suất bao gồm tăng cơ giới hóa; cải tiến kỹ thuật nhân giống để tăng sản lượng thịt, sữa và len và làm giảm tổn thất do đất cằn cỗi và sảy thai; và tăng cường các dịch vụ thú y để giảm bệnh tật. Các cơ sở chăn nuôi bổ sung đã được xây dựng để cung cấp nơi trú ẩn từ thời tiết mùa đông khắc nghiệt và để vỗ béo trong chăn nuôi. Sử dụng thức ăn gia súc hiệu quả hơn đã được tìm kiếm thông qua việc mở rộng sản xuất; cải thiện giống; và giảm tổn thất trong việc mua sắm, vận chuyển, chế biến và bảo quản. Đồng cỏ đã được cải thiện bằng cách mở rộng thủy lợi và chống côn trùng gây hại.
Vượt qua quản lý kém còn khó khăn hơn. Các tổ chức đảng, nhà nước và hợp tác xã địa phương đã được khuyến khích để quản lý chăn nuôi hiệu quả hơn, và các thành viên hợp tác xã được yêu cầu chăm sóc cho gia súc sở hữu chung như thể nó là của chính họ. Ngoài ra, các biện pháp cụ thể để cải thiện công tác quản lý và năng suất chăn nuôi đã được áp dụng vào cuối những năm 1980. Số lượng vật nuôi cá nhân của công nhân, người lao động và công dân tăng lên tám con / hộ ở các thị trấn lớn, 16 con ở các thị trấn nhỏ hơn và 25 con ở khu vực nông thôn; các hộ gia đình được phép vứt bỏ sản phẩm dư thừa thông qua mạng lưới thương mại hợp tác và thông qua hệ thống mua sắm của nhà nước. Các trang trại phụ trợ được điều hành bởi các nhà máy, văn phòng và trường học được thành lập để nuôi thêm lợn, gia cầm và thỏ, cũng như trồng một số loại rau. Các hợp đồng gia đình được ký kết một cách tự nguyện với các hợp tác xã hoặc với các trang trại của nhà nước đã được chính phủ báo cáo để tăng sản lượng chất lượng cao, giảm chi phí sản xuất và nâng cao hiệu quả sản xuất.
Tính đến năm 2006, chăn nuôi vẫn chiếm 80% sản lượng nông nghiệp Mông Cổ. 97% gia súc Mông Cổ vẫn thuộc sở hữu tư nhân. Xuất khẩu thịt của Mông Cổ bị hạn chế bởi năng lực sản xuất và công nghệ thấp, hạn chế về hậu cần, ít nhà máy thịt, hạn ngạch và hàng rào kiểm dịch thực vật.

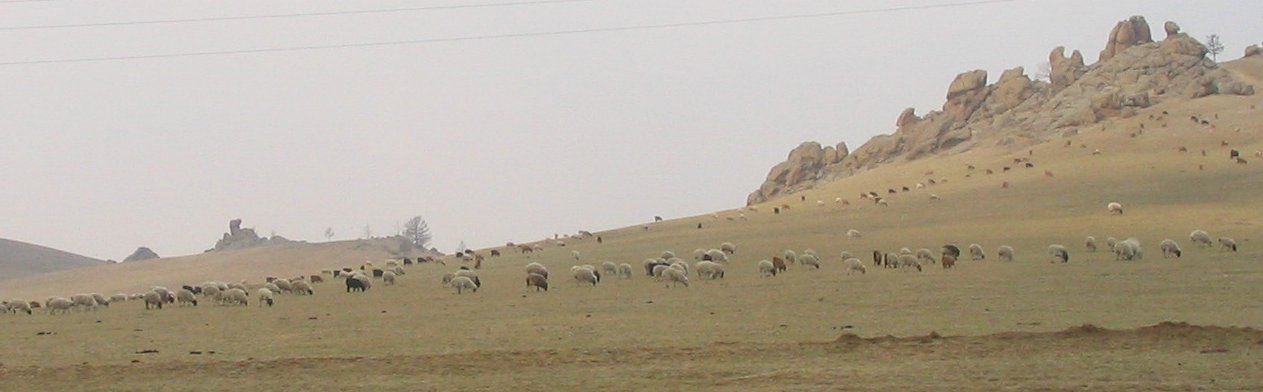
Chăn nuôi cừu trong Vườn quốc gia Terelj

## Lâm nghiệp

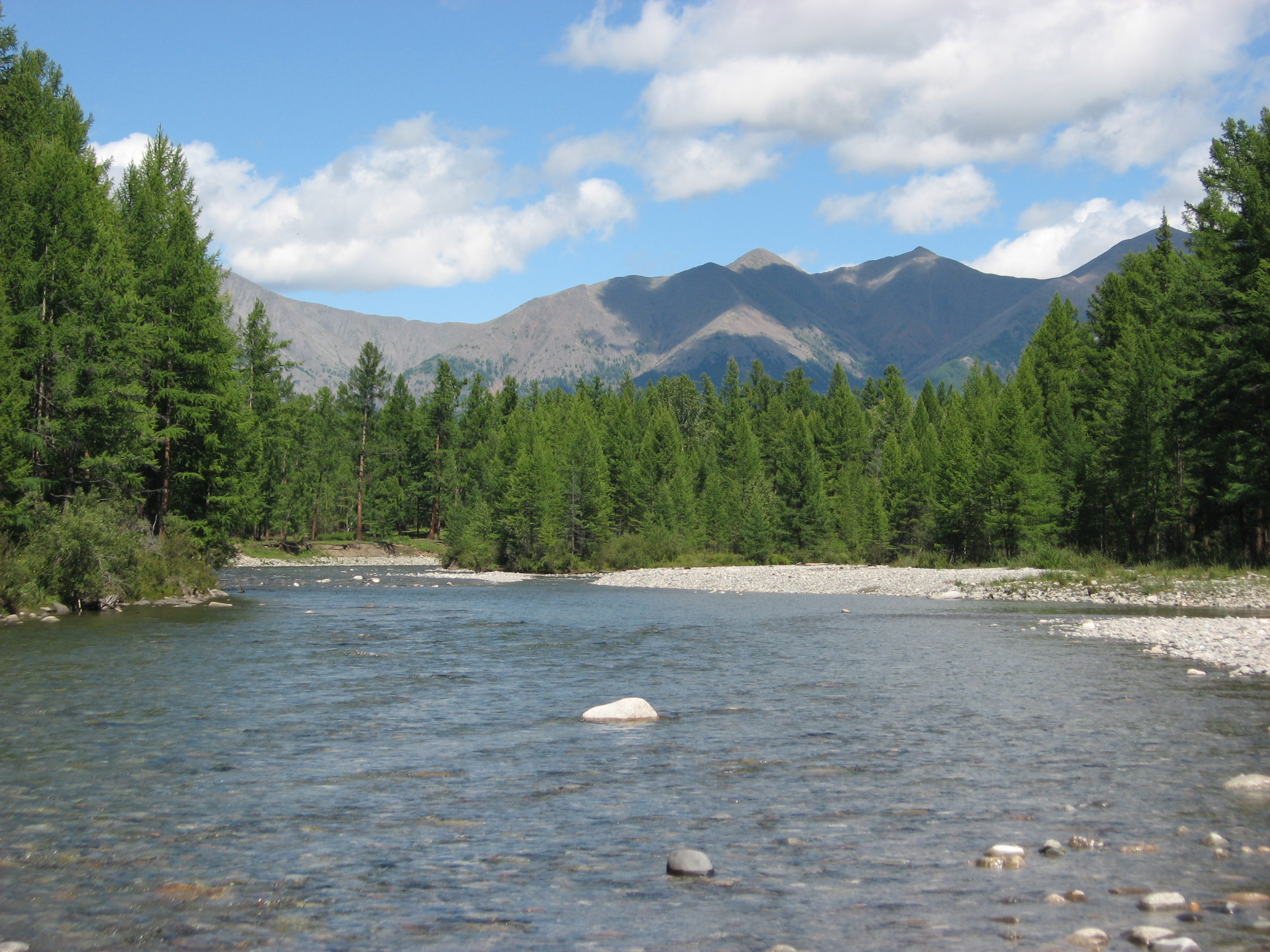
Rừng Mông Cổ xen kẽ với các hồ và sông

Rừng của Mông Cổ rộng lớn (15 triệu ha) được sử dụng cho gỗ xẻ, săn và lông động vật. Năm 1984, một nguồn tin Mông Cổ cho biết ngành lâm nghiệp chiếm khoảng một phần sáu tổng sản phẩm quốc dân (GNP). Cho đến tháng 12 năm 1987, việc khai thác các nguồn tài nguyên này được giám sát bởi Bộ phận Kinh tế Lâm nghiệp và Săn bắn của Bộ Lâm nghiệp và Chế biến Gỗ. Trong tháng đó phần này đã được tích hợp vào Bộ bảo vệ môi trường mới. Các thành phần chế biến gỗ của bộ trước đây có lẽ đã trở thành một phần của Bộ Công nghiệp nhẹ mới. Giả định của Bộ Bảo vệ Môi trường về kiểm soát tài nguyên rừng phản ánh mối quan tâm của chính phủ đối với suy thoái môi trường do phá rừng bừa bãi. Các doanh nghiệp lâm nghiệp chỉ tái trồng được 5.000 ha trong tổng số 20.000 ha đã bị cắt giảm hàng năm. Ngoài ra, các vụ cháy đã phá hủy 1 triệu ha rừng từ năm 1980 đến năm 1986. Các khu rừng bị thu hẹp của Mông Cổ làm giảm mực nước ở nhiều nhánh của sông Selenge và sông Orkhon, làm tổn hại đến bảo tồn đất và tạo ra tình trạng thiếu nước ở Ulaanbaatar.
Các doanh nghiệp gỗ xẻ và các ngành công nghiệp hạ lưu đóng góp đáng kể cho nền kinh tế Mông Cổ, chiếm 10% tổng sản lượng công nghiệp năm 1985. Khoảng 2,5 triệu mét khối gỗ đã được khai thác hàng năm. Gỗ nhiên liệu chiếm khoảng 55% lượng gỗ khai thác và phần còn lại được chế biến bởi ngành chế biến gỗ. Năm 1986, Mông Cổ sản xuất 627.000 mét khối gỗ xẻ, trong đó 121.000 mét khối được xuất khẩu. Gỗ xẻ cũng đã được xuất khẩu; xuất khẩu gỗ đã giảm đáng kể từ 104.000 mét khối trong năm 1984 xuống 85.700 mét khối vào năm 1985 và 39.000 mét khối vào năm 1986.
Rừng của Mông Cổ và thảo nguyên rất nhiều với động vật bị săn bắt vì lông, thịt và các sản phẩm khác vào cuối những năm 1980. Động vật lấy lông bao gồm marmota, chuột xạ hương, sóc, cáo, korsak (cáo thảo nguyên), và sói xám, đã bị săn bắn và động vật như hươu, chồn zibelin và chồn ecmin được nuôi trên các trang trại động vật nhà nước. Da động vật được xuất khẩu với số lượng lớn. Năm 1985, Mông Cổ đã xuất khẩu hơn 1 triệu da sống nhỏ, trong đó bao gồm một số 763.400 con marmota, 23.800 con sóc, 3.700 con sói và các loại lông thú khác. Marmota cũng bị săn bắt vì chất béo của nó, được chế biến công nghiệp. Linh dương gazelle Mông Cổ bị săn lùng vì thịt và hươu đỏ bị săn vì gạc nhung của chúng. Tổ chức săn bắn cừu hoang dã là một điểm thu hút khách du lịch nước ngoài.

## Đánh bắt cá

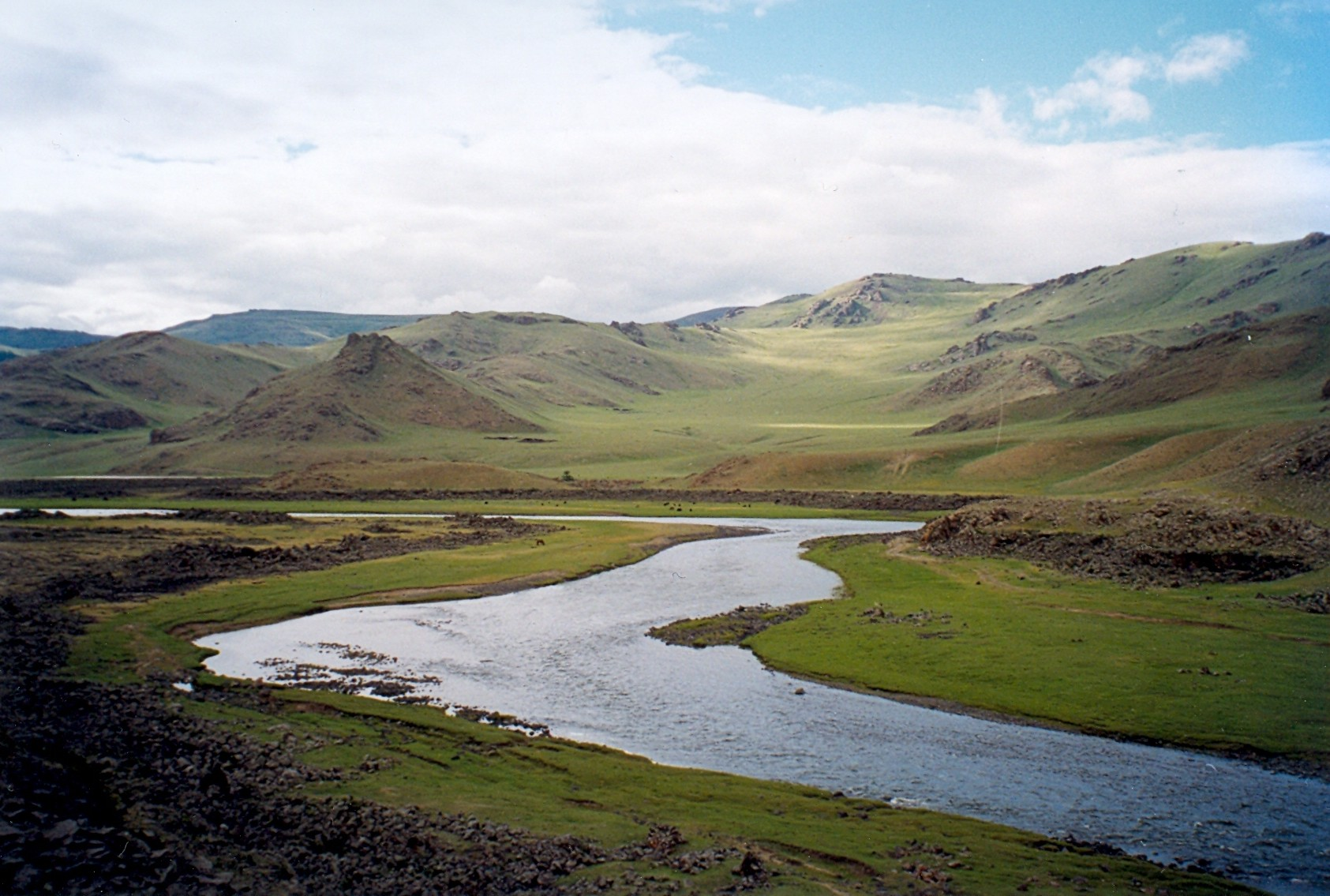
Sông của Mông Cổ cung cấp nguồn cá nước ngọt

Hồ và sông của Mông Cổ có nhiều cá nước ngọt. Mông Cổ đã phát triển một ngành công nghiệp đánh cá quy mô nhỏ để xuất khẩu cá hộp. Có ít thông tin về các loại và số lượng cá chế biến để xuất khẩu, nhưng vào năm 1986, tổng sản lượng khai thác cá là 400 tấn trọng lượng sống.